# Forsterina alticola
Espèce
Synonymes
- Syrorisa alticola Berland, 1924
- Aphyctoschaema alacris Berland, 1924

Forsterina alticola est une espèce d'araignées aranéomorphes de la famille des Desidae.

## Distribution
Cette espèce est endémique de Nouvelle-Calédonie.

## Description
La femelle holotype mesure 6,5 mm.

## Publication originale
- Berland, 1924 : Araignées de la Nouvelle-Calédonie et des îles Loyalty. Nova Caledonia. Zoologie, vol. 3, p. 159-255 (texte intégral).